# 산성비

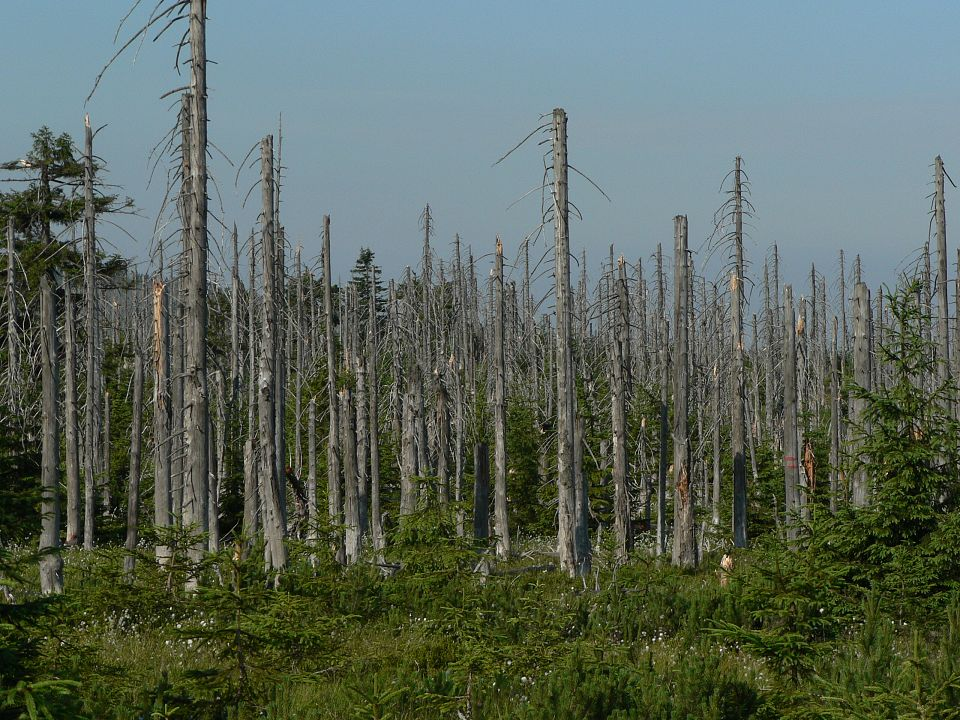
체코 공화국 산 숲의 산성화

산성비(酸性 - , 영어: acid rain)는 공기 중에 있는 생명질이 비와 만나면서 결합하여 산성화된 비를 뜻한다. 산성비는 식물, 물속 생물, 그리고 건물에 해롭다.
산성비는 주로 대기 내에서 반응하는 산성을 생성하는 황과 질소 혼합물이 인간에 의한 방출로 유발된다. 근년의 많은 정부들이 이들 방출을 감축하는 법을 도입하고 있다.
일반적으로, 비의 pH는 5.6 정도로 약산성이다. 화학 물질과 결합한 비는 비의 산성도를 강화시키고, 이런 산성비가 지면에 떨어질 경우에 건축물들을 녹이거나 강과 호수의 동물들을 죽일 수 있다.

## 정의,원인
산성비는 화석 연료의 연소에 의해 생기는 황 산화물(SOx)이나 질소 산화물(NOx) 및 대기중에 생성된 황산·황산염·질산염 등을 함유한 pH(수소 이온 지수) 5.6 미만의 비를 말한다. 넓은 의미로는 산성비라는 용어는 통상 비, 눈, 안개, 이슬 또는 마른 입자의 산성 성분의 누적을 의미하는데 사용되었다. 더 정확한 용어는 산성 석출이다. 증류수는 이산화탄소를 포함하지 않으며 7.0의 중성 pH를 지닌다.
이산화탄소와 물은 공기 중에서 반응하여 약한 산성의 탄산을 형성한다.
탄산은 그 후 물속에서 이온화하여 하이드로늄의 농도를 증가시킨다.
추가의 산성이 주요 공기 오염원의 반응에서 나온다. 주로 산화 황과 산화 질소가 공기 중에서 수증기와 반응하여 강한 산성을 형성한다.(황산과 질산) 이들 오염원의 주요 근원은 차와 산업 공정 그리고 전력 생산이다.
화산 폭발과 같은 자연적인 요인도 있다.

## 산성비의 피해
국경을 넘는 장거리 대기오염이 산성비의 원인이다.  산성비는 삼림이나 농작물에 직접적, 또는 토양의 변화를 통해 간접적으로 피해를 주고, 호수나 늪, 하천을 산성화시키며, 어류의 감소를 초래하는 등 생태계에 지대한 영향을 미치고 있다. 피해는 1960년대부터 현저해져서 1980년대에는 전유럽으로 확대되었다. 삼림에 심각한 피해를 주는 데서 유럽에서는 '녹색 페스트'라고 하였다. 또한 산성비는 산성이므로 대리석이 녹게 되며 대리석으로 이루어진 문화재에 큰 피해를 줄 수 있다.

## 산성비의 대책
산성비 피해에 대처하기 위해 1979년 각국을 중심으로 대기오염조약이 체결되었다. 스웨덴에서는 자국 내의 85,000개의 호수 가운데 18,000개의 호수에서 대부분의 어류가 멸종하였거나 급격히 줄어들고 있다. 1972년 유엔인간환경회의가 스웨덴의 스톡홀름에서 개최되었다. 이는 지구 환경의 위기가 전 세계의 공통 화제로 거론된 최초의 국제회의라고 할 수 있다. 스웨덴 정부가 자기 나라로 초청한 것은 산성비의 피해를 전 세계에 널리 알리기 위한 의도였다. 1996년 독일 식량농업산림부는 관찰 중인 5,000곳에서 산성비로 인해 나무의 60%가 나뭇잎 또는 침상엽을 잃어 손상받고 있음을 발견했다. EU 역내 숲의 상태를 조사해온 유럽위원회는 몇몇 특정지역들에서는 나무의 20%가 잎에 손상을 입은 사실을 찾아냈다고 밝혔다. 손상이 가장 광범한 곳은 중부유럽이다. 미국 뉴햄프셔주 하버드 브룩 시험림에서 지난 30년 동안 수행되어 1996년 발간된 연구결과에 따르면 미국, 캐나다, EU 국가들에서 이산화황 방출량은 줄어들었으나 지표수의 산성도는 기대했던 것만큼 줄지 않았다. 그 원인을 조사한 결과 산성 물이 토양의 기반이 되는 무기물 이온을 씻어내 결과적으로 완충효과를 줄이는 사실을 발견했다.

## 같이 보기
- 시민과학
- 해양 산성화